# Antonia Ax:son Johnson
Antonia Margaret Ax:son Johnson ("Ax:son" uttalas "Axelsson"), folkbokförd Antonia Margaret Axelson Johnson, född 6 september 1943 i New York i USA, är en svensk familjeföretagare i fjärde generationen. Under åren 1982–2015 var hon styrelseordförande i Axel Johnson AB, som grundades 1873 av hennes farfars far, Axel Johnson. Hon har varit knuten till företaget sedan 1971. År 2015 tog hennes dotter Caroline Berg över som ordförande, men Antonia Ax:son Johnson är fortfarande ledamot av styrelsen. 

## Biografi
Ax:son Johnson tog studentexamen vid Franska skolan i Stockholm, bedrev studier vid Radcliffe College i USA och tog 1971 en fil.kand.-examen i ekonomi och psykologi vid Stockholms universitet.  Hon har fyra barn med sin tidigare man greve Nils Mörner af Morlanda: Alexandra Mörner, född 1966, Caroline Mörner Berg, född 1968 samt tvillingarna Axel och Sophie Mörner, födda 1976. Ax:son Johnson är sedan 1984 gift med Göran Ennerfelt. Hon har ett stort intresse för hästar och driver Lövsta stuteri i Upplands Väsby. Hon har även varit ordförande i Svensk Dressyr.

## Uppdrag
Antonia Ax:son Johnson var under drygt tio år styrelseordförande i Stockholms Stadsmission. Hon har också bland annat varit ledamot i Xerox samt Carnegie Institution of Washington. Ax:son Johnson var under åren 1982–2016 även vice ordförande i Nordstjernan AB och hon är ledamot av styrelserna i Axel Johnson Inc, Axfast, Axel och Margaret Ax:son Johnsons Stiftelse och Axel och Margaret Ax:son Johnsons Stiftelse för Allmännyttiga Ändamål. År 1993 grundade hon Axfoundation, som en fristående icke-vinstdrivande verksamhet med fokus på hållbarhetsfrågor. 
2009 tilldelades Ax:son Johnson Kungliga Ingenjörsvetenskapsakademiens Stora guldmedalj för sina insatser som entreprenör och företagsledare. År 2013 utsågs hon till hedersdoktor vid Kungliga Tekniska högskolan.

### Politiskt engagemang
Ax:son Johnson var politiskt aktiv i Liberalerna och ledamot av kommunfullmäktige i Upplands Väsby. Hon var vice ordförande i kommunstyrelsen 2006–2012 . Efter att Lars Leijonborg avgått som partiledare 2007 ville vissa se henne som efterträdare.
Efter valet 2018 uppmanade Ax:son Johnson Alliansen att ta makten, vilket väckte uppmärksamhet då det skulle förutsätta parlamentariskt stöd av Sverigedemokraterna.

## Utmärkelser

### Svenska utmärkelser
- Kommendör med stora korset av Vasaorden (KmstkVO), 21 mars 2024.[7]
- Mottagare av H.M. Konungens medalj av 12:e storleken med Serafimerordens band (Kon:sGM12mserafb)
- Ledamot av Ingenjörsvetenskapsakademien, 1989
- Mottagare av Ekonomiska forskningsinstitutets SSE Research Award, 1999[8]
- Mottagare av Kungl. Ingenjörsvetenskapsakademiens stora guldmedalj, 2009
- Hedersdoktor vid Kungliga Tekniska högskolan, 2013[3]

### Utländska utmärkelser
- Hedersdoktor (doctor of humane letters) vid Middlebury College, 1998